# セルゲイ・エリセーエフ
セルゲイ・グリゴリエヴィッチ・エリセーエフ（ロシア語: Сергей Григорьевич Елисеев; 英語: Sergei Grigorievich Eliseev、1889年1月13日 - 1975年4月13日）は、ロシアの日本学者、東洋学者である。ハーバード大学教授、ハーバード燕京研究所( Harvard-Yenching Institute)所長などを歴任。フランス国籍。セルジュ・エリセーエフ、英利世夫とも称した。

## 生涯

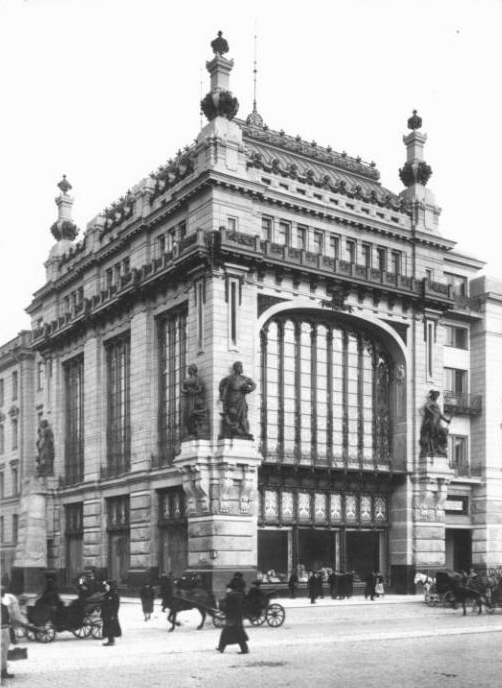
サンクトペテルブルクのエリセーエフ食料品店（現存）。1906年

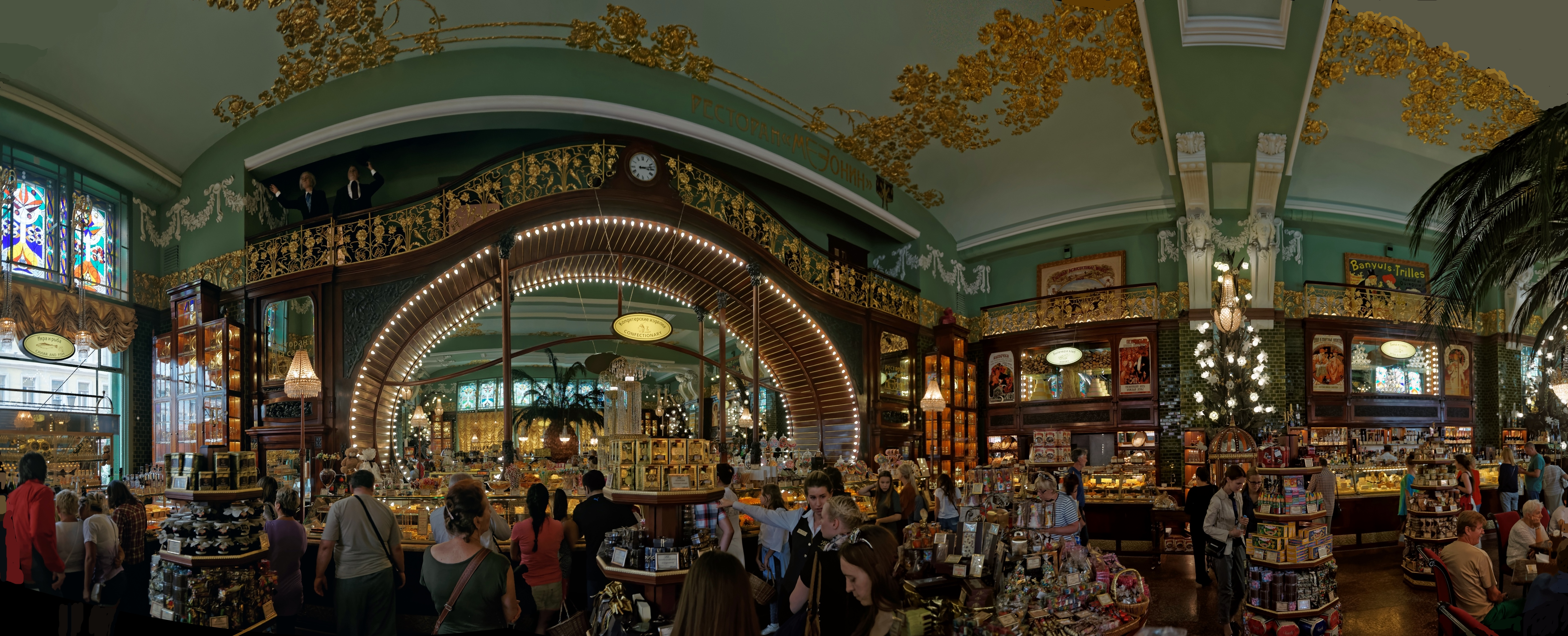
同店店内。2014年

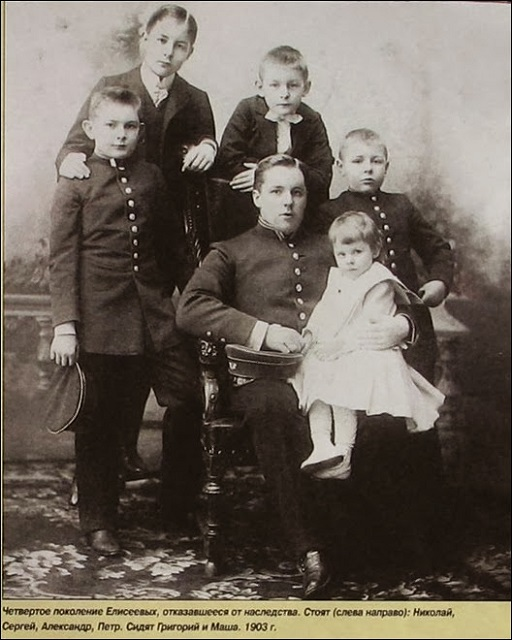
セルゲイ（左から2人目）と兄弟、父と。1903年

1889年、サンクトペテルブルクで豪商の二男として生まれる。生家のエリセーエフ家は、ロシア有数の食料品店業者「エリセーエフ商会」などを営む大富豪で、現在でもモスクワ、サンクトペテルブルクに豪奢な店舗が残っている。11歳のときに、パリ万国博覧会を見学し、東洋に対する興味を持つようになる。また、日露戦争での日本の勝利を受けて日本研究を決意。1907年にエリセーエフは、ベルリン大学に留学し、日本語を学び始め、ここで日本の言語学者・新村出に出会ったのを機に日本留学を志す。
1908年（明治41年）東京帝国大学国文科に入学する。エリセーエフの東京帝大入学に当たっては、新村のほか、芳賀矢一、上田万年など東京帝大の教授陣が尽力している。1912年（明治45年）東京帝大国文科を4席で卒業する。卒論のテーマは松尾芭蕉。国文科を正式に卒業した最初の外国人となった。卒業式には明治天皇が臨席し、最前列で天皇を迎えるという栄誉を得た。
この間、本郷弥生町に8部屋庭付きの家を借り、女中3人、家庭教師3人を雇って、終日日本語を特訓した。小宮豊隆らとも親交を結び、夏目漱石の「木曜会」に出入りするようになって、漱石の勧めで「朝日文芸欄」に評論を発表している。また漱石からは、署名とともに「五月雨や　股立ち（ももだち）高く　来る（きたる）人」という句の記された『三四郎』を贈られ、終生、家宝にして愛読したという。また、永井荷風らを招いて自宅で文学サロンも開いた。
帰国後はペトログラード大学（現：サンクトペテルブルク大学）で日本語・日本文学の教員となったが、ロシア革命が勃発し、革命を支持し支援したものの、ブルジョワであったエリセーエフは投獄され、獄中で『それから』を読んでいる。ソビエト政権が成立するに至って1920年一家を伴いフィンランドに亡命する。この間の苦難に満ちた生活については、日本語で『赤露の人質日記』に詳述され、大阪朝日新聞で連載された。
1921年フランス・パリに移り、現地で芦田均の助力を得る。ソルボンヌ大学で教鞭を執るようになり、1931年フランス国籍を取得する。フランス時代には、日本専門誌『日本と極東』を発案し、ギメ美術館の研究助手を務めながら、駐仏日本大使館の通訳としても働いた。旧友谷崎潤一郎、志賀直哉の作品を翻訳し、日本文学を中心に西欧に日本紹介を盛んに行う。戦後もヨーロッパに研究留学した日本・東洋学者とも交流が続いた。
1932年アメリカに渡り、ハーバード大学で日本語、日本史、日本文学の講座を担当する。ハーバードにおける門下生にはエドウィン・ライシャワーやドナルド・キーンがいる。第二次大戦時は米軍の対日戦略の協力者となる。1941年から5年間、アメリカ海軍日本語学校で教鞭を取った。一部ロシアメディアは、太平洋戦争において文化財の多い京都への空襲を避けるよう米軍にセルゲイが提言したと主張している。
1956年にフランスに戻ったが、フランスの東洋学界ではすでに忘れられた存在であり、寂しい晩年を過ごし、パリで没した。

## 家族・親族
- 父・グレゴリー(ru:Елисеев, Григорий Григорьевич、1864—1949) - ヤロスラヴリ州ヤロスラヴリ村の農民ピョートル(1776—1825)を祖とする一族で、グレゴリーはその孫。サンクトペテルブルクで祖母（ピョートルの妻）が貿易商を始めて成功させ、父とおじたちが発展させて、銀行なども経営する大富豪となり、それらの事業を兄たちとともに引き継いだ。当時の最高多額納税者[3]。子孫によると一族は20世紀初期にフランス大統領エミール・ルーベのロシア訪問の全費用を負担したことで貴族の称号を得たとされる(どこから何の称号かなど詳細不明)[2][9]。
- 妻・ベラ - セルゲイの妹の元家庭教師[2]
- 長男：ニキータ・エリセーエフ（Nikita Elisséeff 1915–1997） - 中東学者
- 次男：ヴァディム（ワジム）・エリセーエフ（フランス語版）（Vadime Elisséeff 1918–2002）、ヴァディム[10]は外交官・日本学者として、父の後を継ぐ形で日本学者として研究活動した。ギメ美術館に次ぐフランス第二の東洋美術館として知られるチェルヌスキ美術館（fr:Musée Cernuschi）[11]の元館長。妻で中国史研究者のダニエル・エリセーエフ（フランス語版）（Danielle Elisséeff 1938–）との共著で、フランス語での日本通史 "La civilisation japonaise" を著した（ISBN 978-2700306613、下記は訳書）。

## 受賞・栄典
- 1973年： 国際交流基金賞・奨励賞

## 文献
- 『赤露の人質日記』 中公文庫、1976年（倉田保雄解説）- 自身が日本語で記した著書

### 伝記
- 倉田保雄『エリセーエフの生涯　日本学の始祖』 中央公論社<中公新書>、1977年
  - 改訂版『夏目漱石とジャパノロジー伝説 「日本学の父」は門下のロシア人・エリセーエフ』 近代文芸社、2007年。ISBN 978-4773374612
- 川口久雄『敦煌よりの風6 敦煌に行き交う人々』 明治書院、2001年
第2篇「セルゲー・エリセーエフと日本」、第3篇「マグニチュードの日本学の人たち」

### 親族の訳書
- ヴァディム・エリセーエフ/ダニエル・エリセーエフ『日本文明』 桐村泰次訳、論創社、2013年。ISBN 978-4846012199